# Djungeldjuret Hugo
För andra betydelser, se Djungeldjuret Hugo (olika betydelser).
Djungeldjuret Hugo (danska: Jungledyret Hugo) är en fiktiv figur som skapades av Flemming Quist Møller. Det har gjorts barnböcker, animerade filmer och en animerad TV-serie om Hugo.
Hugo är ett apliknande djur som bor i Amazonas regnskog. Han är den enda av sin sort och är känd för att vara det ovanligaste djuret i världen. Därför finns det många som försöker få tag i honom.
Sedan 2009 har Hugo varit maskot för Jesperhus Feriepark tillsammans med räven Rita och aporna Zik och Zak samt Dellekaj, som alla är Hugos vänner från animationsfilmerna. 2012 öppnade temaparken sin inomhuslekplats, Hugoland. 2019 öppnade Jespershus sin nyrenoverade "Abeland" med figurerna Zik och Zak som huvudpersoner.

## Böcker
- 1988 – Jungledyret Hugo
- 2000 – Jungledyret Hugo – på eventyr med Rita
- 2001 – Jungledyret Hugo – på farten igen
- 2002 – Jungledyret Hugo – i nordlysets land
- 2004 – Jungledyret Hugo – fræk som altid
- 2007 – Jungledyret Hugo – fræk, flabet og fri

## I andra medier

### Filmer
- 1993 – Hugo – djungeldjuret
- 1996 – Djungeldjuret Hugo – den stora filmhjälten
- 2007 – Djungeldjuret Hugo – på villovägar

### TV-serier
- 2003–2004 – Djungeldjuret Hugo (TV-serie)